# Ліготка (Опольське воєводство)
Ліготка (пол. Ligotka) — село в Польщі, у гміні Намислув Намисловського повіту Опольського воєводства.
Населення — 198 осіб (2011).

## Демографія
Демографічна структура станом на 31 березня 2011 року:
|          | Загалом | Допрацездатний вік | Працездатний вік | Постпрацездатний вік |
| -------- | ------- | ------------------ | ---------------- | -------------------- |
| Чоловіки | 94      | 17                 | 67               | 10                   |
| Жінки    | 104     | 33                 | 52               | 19                   |
| Разом    | 198     | 50                 | 119              | 29                   |